# Wolfgang Hartmann von Dalberg
Wolfgang Hartmann von Dalberg zu Bucholt (* 1605; † 1654) war ein deutscher Freiherr aus der Familie von Dalberg, kurmainzischer Rat und Oberamtmann in Höchst.

## Herkunft und Familie
Wolfgang Hartmann war ein Sohn von Wolfgang Dietrich (* 1570; † 1. Juli 1618) und dessen erster Frau, Magdalena († 28. August 1616).
Wolfgang Hartmann heiratete 1634 Maria, Tochter von Johann Dietrich Echter von Mespelbrunn und Anna Katharina von Dalberg, Tochter von Wolfgang Friedrich I. von Dalberg. Aus der Ehe stammen die nachfolgend aufgelisteten Kinder:
1. Friedrich Dietrich[5] (* um 1637[6]; † 7. Juli 1712, bestattet in der Dominikanerkirche Mainz) war kurmainzischer Rat und Vizedom in Mainz und Richter am Hofgericht in Mainz. Die Angabe, er sei Burggraf von Friedberg gewesen[7], widerspricht der übrigen Quellenlage.[8] Er heiratete Maria Klara (* 26. September 1647; † 25. August 1716 in Mainz), Tochter von Philipp Erwein von Schönborn.
2. Anna Maria (* 1635?; † noch als Kind[9])
3. Maria Margareta[10] (* 1639; † bald nach 1682) heiratete am 24. November 1671 Adolf Johann Karl von Bettendorff († 30. August 1717 oder 1706)
4. Johann Philipp Eckbert[11] (* um 1639[12]; † 1692) war 1667 bis 1680 Domherr in Mainz und 1671 bis 1680 Domherr in Würzburg. Er trat von beiden Ämtern zurück, wurde kurmainzer Oberamtmann in Bischofsheim[Anm. 1] und heiratete am 16. Mai 1684 Maria Magdalena (* 30. September 1658; † 22. Mai 1740 in Mainz, beigesetzt in oder bei St. Quintin in Mainz[13]), Tochter von Wolfgang Eberhard I. von Dalberg. Er ist in der Marienkapelle in Würzburg beigesetzt, das Epitaph ist dort zu besichtigen.
5. Maria Franziska Katharina[14] (* 1636[15][Anm. 2]; † 19. Januar 1697[Anm. 3] in Freiburg) heiratete am 4. Dezember 1666 Franz Ferdinand von Sickingen-Hohenburg († 12. Oktober 1687[Anm. 4] in Freiburg).
6. Maria Katharina[16] (* 1639 oder 1640; † 28. Februar 1653, bestattet in Herrnsheim)
7. Es gab weitere Kinder, die früh verstorben sind.[17]

## Bedeutung
Am 24. März 1653 übertrug ihm der Bischof von Speyer – als dem ältesten lebenden Dalberger – speyerische Lehen, die bisher die Familie von Hirschhorn gehalten hatte, nachdem deren letzter männlicher Vertreter verstorben war.
Wolfgang Hartmann war einer von vier volljährigen, männlichen Agnaten, die die Familie damals aufwies. Gemeinsam erhielten sie am 22. September 1653 durch Kaiser  Ferdinand III. den Reichsfreiherrentitel verliehen. Neben Wolfgang Hartmann waren das
- Wolfgang Eberhard I. (1614–1676), Hofmarschall und Rat des Bischofs von Speyer, Oberamtmann in Kirrweiler und Deidesheim
- Johann XXV. (um 1618–1670), kurmainzischer Rat, Oberamtmann in Nieder-Olm und Gau-Algesheim
- Philipp Franz Eberhard von Dalberg (1635–1693), ab 1671 Reichskammergerichtspräsident